# Třída Al Bushra (1973)
Třída Al-Bushra byla třída hlídkových lodí Ománského královského námořnictva. Celkem bylo postaveno sedm jednotek této třídy. Byly to první válečné lodě ománského námořnictva.

## Stavba
Stavba této třídy byla roku 1971 objednána u loděnice Brooke Marine v Lowestoftu. První série tří člunů byla dodána roku 1973. Druhá série čtyř člunů se zesílenou výzbrojí byla dodána roku 1977.
Jednotky třídy Al-Bushra:
| Jméno           | Spuštěna | Vstup do služby | Status |
| --------------- | -------- | --------------- | --- |
| Al Bushra (B1)  |          | 22. ledna 1973  | Dne 28. prosince 1978 jej během dopravy z Velké Británie, kde byl modernizován, bouře ztrhla z paluby transportní lodi a potopila. |
| Al Mansur (B2)  |          | 26. března 1973 | Vyřazen 1983, zachován jako muzejní loď.                                                                                           |
| Al Nejah (B3)   |          | 13. května 1973 | Vyřazen 1983. |
| Al Waafi (B4)   |          | 1977            | Vyřazen. |
| Al Fulk (B5)    |          | 1977            | Vyřazen. |
| Al Mujahid (B6) |          | 1977            | Vyřazen. |
| Al Jabbar (B7)  |          | 1977            | Vyřazen. |

## Konstrukce

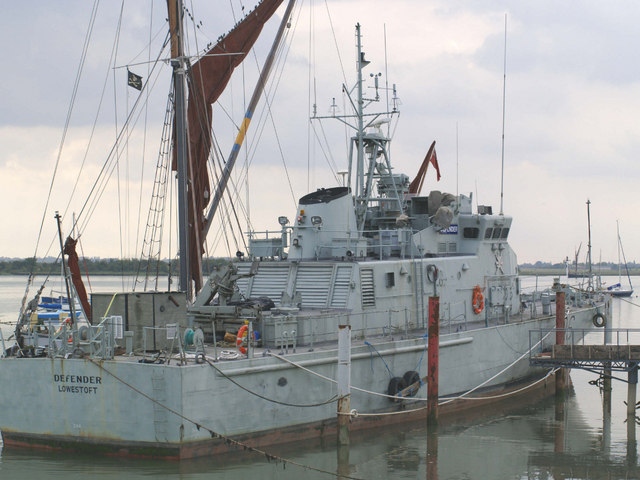
Defender (ex Al Majihad)

### První skupina (B1-B3)
Plavidla byla vyzbrojena dvěma 40mm kanóny. Nejvyšší rychlost dosahovala 25 uzlů. Od roku 1977 byly všechny tři modernizovány loděnicí Brooke Marine. Na záď byly instalovány dvě protilodní střely MM.38 Exocet. Výtlak stoupl na 166/184 tun.

### Druhá skupina (B4-B7)
Plavidla byla vyzbrojena jedním 76mm kanónem OTO Melara a jedním 20mm kanónem. Počet členů posádky stoupl na 27.